# 1954年ミラノ・トリエンナーレ
第10回ミラノ・トリエンナーレ (X Triennal of Milan) は1954年8月25日から11月末までイタリアのミラノで開催されたトリエンナーレであり、博覧会国際事務局が認定した国際博覧会（特別博）である。
テーマは「Decorative industrial and modern Arts and modern architecture」。

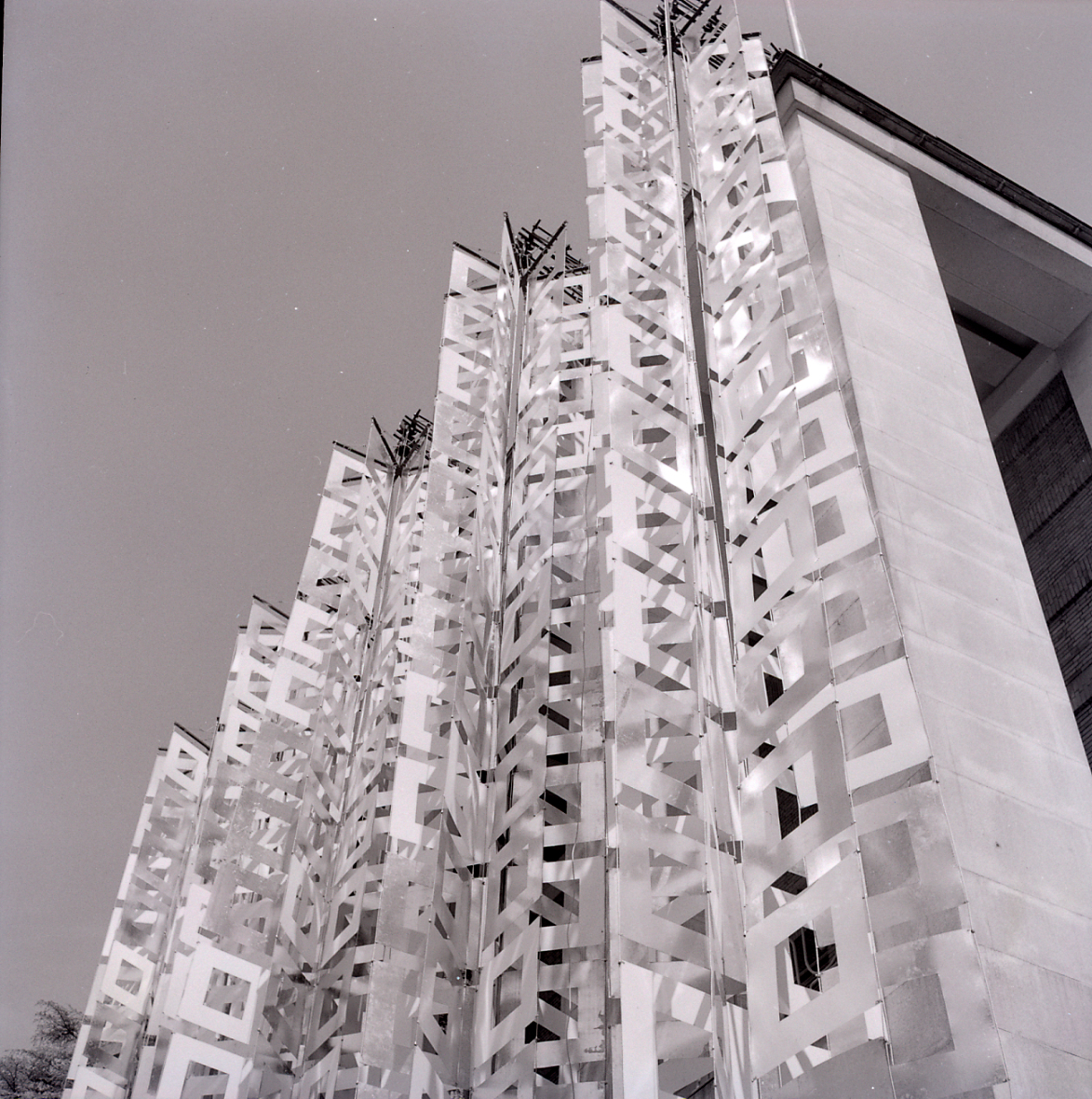
Decoration on the facade of the Palazzo dell'Arte during 10th Triennale of Milan. Photo by Paolo Monti, 1954.

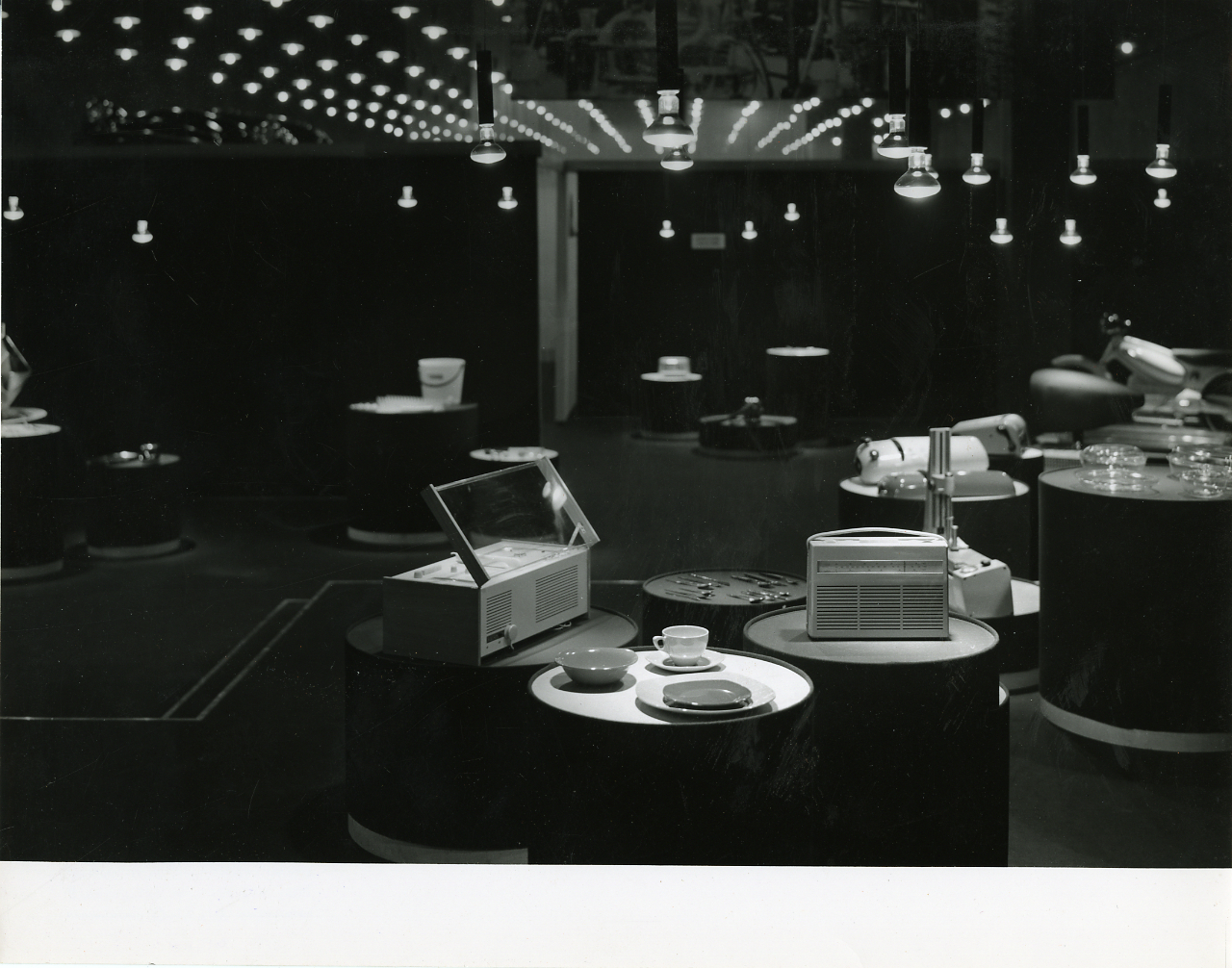
The set-up photographed by Paolo Monti, 1954. Fondazione BEIC

この展覧会で受賞したデザイナーにはタピオ・ヴィルカラやカイ・フランク、リサ・ヨハンソン・パッペらがいる。